# Ginés Noguera
Ginés Noguera (segle XIX) fou un pintor espanyol, pare del compositor granadí Ramón Noguera Bahamonde.
Fou professor de dibuix de figura en l'Escola de Belles Arts de Granada i conservador del Museu Provincial de Santo Domingo de la capital andalusa i acadèmic corresponent de la de Reial Acadèmia de Belles Arts de San Fernando de Madrid.
Per a l'Acadèmia de Granada pintà un excel·lent retrat de Pérez Herrasti, primer president d'aquella corporació. Redactà el Catalogo de l'abans citat Museu Provincial.